# Igreja de Creta
A Igreja de Creta (em grego: Εκκλησία της Κρήτης) é uma jurisdição autônoma da Igreja Ortodoxa, sob o omofório do Patriarcado Ecumênico de Constantinopla, compreendendo o território da Ilha de Creta, na Grécia. Seu primaz é, desde 30 de agosto de 2006, o Arcebispo Irineu I.

## História
O cristianismo chegou em Creta ainda nos tempos bíblicos. São citados nos Atos dos Apóstolos judeus cretenses que se converteram durante o milagre do Pentecostes, e na Epístola a Tito é visível que este está na ilha, o que fez de São Tito seu padroeiro. Os centros desta comunidade primitiva eram Gortina e Cnossos, grandes cidades com comunidades judaicas consideráveis, mas evidências dos escritos de Eusébio de Cesareia  mostram que pelo século II a comunidade já havia crescido muito além destas.
Creta esteve sob poderio do cristianismo latino até o século VIII, quando foi posta sob a autoridade de Constantinopla. No século seguinte, Creta foi dominada pelos abássidas, iniciando o período do Emirado de Creta, que perseguiria a Igreja até a reconquista bizantina em 961. Entre 1205 e 1212, no entanto, Creta saiu do poderio ortodoxo para retornar à esfera de influência latina durante a Venetocracia, quando foram experienciadas constantes revoltas, muitas vezes associadas a uma reação à imposição do catolicismo romano na ilha e à expulsão dos bispos ortodoxos gregos. Ironicamente, a Ortodoxia voltaria a florescer em Creta após o retorno do jugo islâmico entre 1571 e 1669. Embora muitos cretenses tenham se revoltado contra os otomanos, revoltas estas por vezes respondidas com concessões religiosas, não houve uma perseguição sistemática da hierarquia ortodoxa como durante o jugo latino.
A ilha finalmente foi libertada em 1898, com apoio do Reino da Grécia, ao qual o jovem Estado de Creta se uniu finalmente em 1913. No ano de 1900, o Patriarca Constantino V de Constantinopla finalmente reconheceu a autonomia da Igreja em Creta, que já vinha sendo materialmente exercida por muito tempo. Sua autonomia foi ratificada por lei grega em 1961. Em 1962, como forma de reconhecimento da importância da Igreja em Creta, todos seus bispos foram elevados ao título de metropolitas, enquanto o Metropolita de Creta propriamente dito foi elevado a Arcebispo em 1967.

## Hierarquia
A Igreja de Creta é composta pelos seguintes hierarcas, todos eles membros do Santo Sínodo:
- o Arcebispo de Creta (sediado em Heraclião), Irineu (Athanasiádis)
- o Metropolita de Gortina e Arcádia (sediado em Mires), Macário (Douloufákis)
- o Metropolita de Retimno e Milopótamos (sediado em Retimno), Eugênio (Antonópoulos)
- o Metropolita de Cidônia e Apocórona (sediado em Chania), Damasceno (Panagiannákis)
- o Metropolita de Lampi, Sivritos e Sfakiá (sediado em Spili), Irineu (Mesarchákis)
- o Metropolita de Ierápetra e Siteía (sediado em Ierápetra), Eugênio (Polítis)
- o Metropolita de Petra e Chersonissos (sediado em Neápolis), Gerásimo (Marmatákis)
- o Metropolita de Císsamos e Selino (sediado em Císsamos), Anfilóquio (Andronikákis)
- o Metropolita de Arcalochóri, Castéli e Viánnos (sediado em Arcalochóri), André (Nanákis)